# Vinquoy
Koordinaten: 59° 13′ 34″ N, 2° 46′ 21″ W

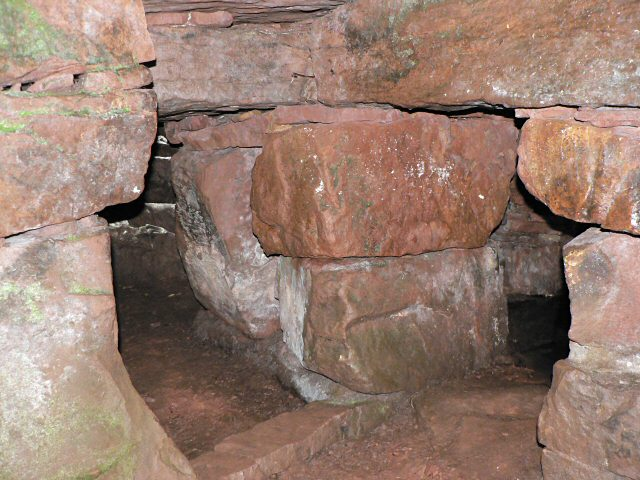
Innenansicht von Vinquoy

Der Vinquoy Hill auf der Orkney-Insel Eday ist 76 m hoch. Nahe dem Gipfel liegt ein restauriertes Passage Tomb vom Maeshowe-Typ. Es wurde im 19. Jahrhundert erforscht. Vinquoy ist gut erhalten. Funde sind nicht bekannt.

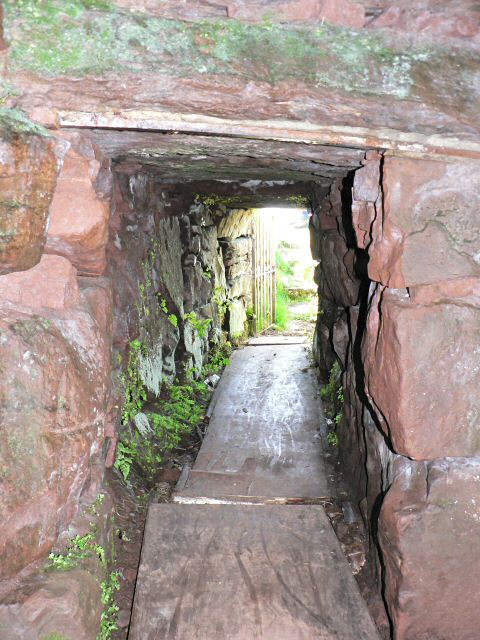
Gang von Vinquoy

Die Megalithanlage von Vinquoy hat vier Seitennischen und ist damit neben Cuween Hill Cairn auf Mainland einmalig auf Orkney. Die vier Seitenzellen von Vinquoy gehen paarweise von der ovalen zentralen Kammer ab, die durch einen niedrigen, fast vier Meter langen Gang erreicht wird. Mehr als drei Seitennischen haben, abgesehen von diesen beiden Anlagen nur Quoyness auf Sanday (sechs) und das Südgrab auf Papa Westray (12). Mit dem örtlichen Sandstein konnte der hohe Standard der Mauerwerkstechnik anderer Anlagen nicht erreicht werden.

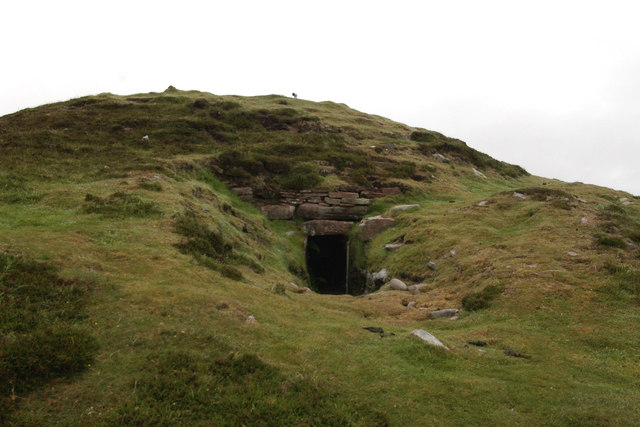
Vinquoy

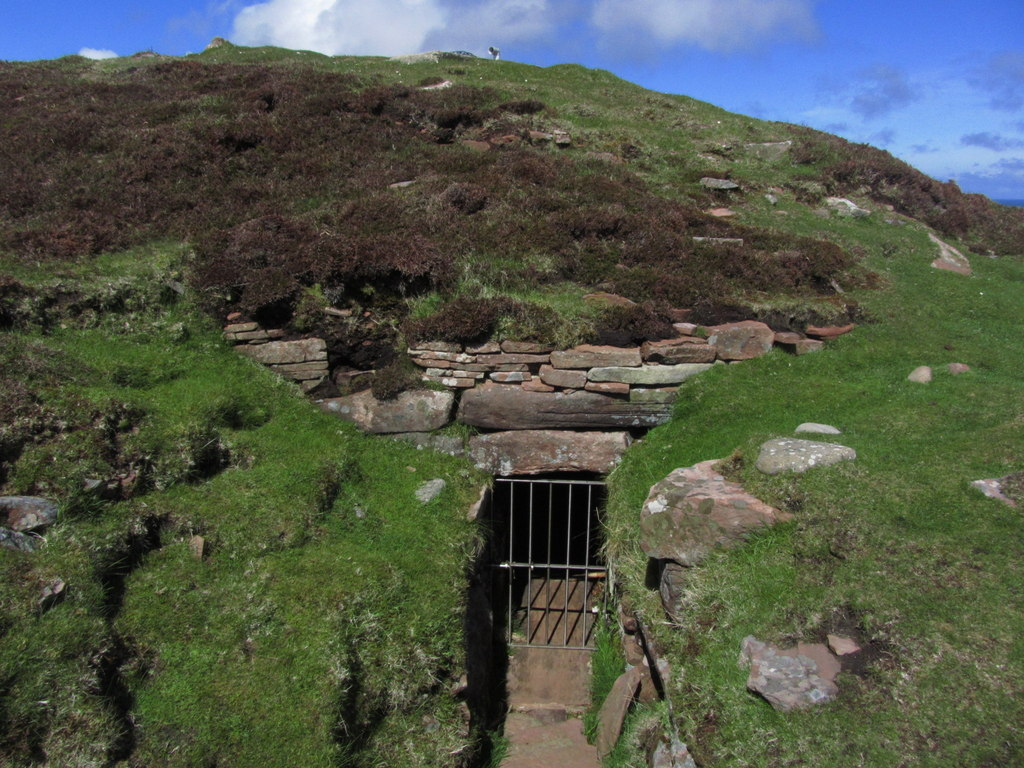
Vinquoy

Vom Gipfel des Vinqouy Hill hat man einen Ausblick über Eday, das Calf of Eday und bei klarem Wetter kann man fast die gesamten Orkney sehen. Benachbart sind die Anlagen:
- Braeside
- die zweistöckige Anlage von Huntersquoy
- der 4,5 m hohe Menhir Stone of Setter